# ستيختسه فيخت
ستختسه فيخت هي مدينة وبلدية بمقاطعة أوترخت بهولندا.

## طوبوغرافيا
خريطة طوبوغرافية هولندية لبلدية ستختسه فيخت، يونيو 2015، (تقرأ بعد ثلاث نقرات على الخريطة).

## وصلات خارجية
- (بالهولندية) الموقع الرسمي